# 漢諾威的格奧爾格·威廉 (1915-2006)
漢諾威的格奧爾格·威廉（德語：Georg Wilhelm von Hannover，1915年3月25日—2006年1月8日），不倫瑞克公爵恩斯特·奧古斯特的次子，母親是普魯士的維多利亞·路易絲。他的母亲維多利亞·路易絲是德意志皇帝威廉二世 (德国)的独生女。

## 家庭
1946年，格奧爾格·威廉與希臘的索菲亞公主結婚，兩人共有2子1女：
1. 韋爾夫·恩斯特（1947年—1981年）
2. 格奧爾格（1949年出生）
3. 弗蕾德里克（1954年出生）